# Микола Миколайович Молодший
Микола Миколайович Молодший (рос. Николай Николаевич Младший;  6 (18) листопада 1856, Санкт-Петербург —  5 січня 1929, Антіб) — російський державний та військовий діяч, генерал-ад'ютант (1894), генерал від кавалерії (1900). Великий князь, перший син великого князя Миколи Миколайовича Старшого та великої княгині Олександри Петрівни; онук Миколи I. Під час революції 1905-1907 років підтримав проєкт С. Ю. Вітте про необхідність конституційних поступок буржуазії; у 1905-1914 рр. — командувач військами гвардії та Петербурзького військового округу, одночасно (у 1905-1908 рр.) — голова Ради державної оборони. Верховний головнокомандувач усіма сухопутними та морськими силами Російської Імперії за роки Першої світової війн (1914-1915 рр.; березень 1917 р.), намісник Його Імператорської Величності на Кавказі, головнокомандувач Кавказької армії, з серпня 1915 року до 2 (15) березня 1917 року — головнокомандувач військами Кавказького фронту та військовий наказний отаман Кавказьких козачих військ.
У березні 1919 р. емігрував до Італії, потім до Франції.

## Біографія
Великий князь Микола Миколайович Романов Молодший народився 6 (18 листопада) 1856 року у Санкт-Петербурзі і був старшим сином великого князя Миколи Миколайовича  та Олександри Петрівни Ольденбурзької. Його батько був шостою дитиною і третім сином, народженим імператором Миколою I та його дружиною імператрицею Олександрою Федорівною Прусською. Олександра Федорівна була дочкою короля Пруссії Фрідріха Вільгельма III та Луїзи Мекленбург-Стреліцької. Микола, названий на честь свого діда по батьківській лінії, імператора Миколи I, був дуже високим чоловіком (1,98 см).
У 15-річному віці Микола Миколайович зарахований юнкером до Миколаївського інженерного училища. Після його закінчення в 1872 році був проведений у прапорщики, направлений до столичного навчального піхотного батальйону. Після підвищення у чин підпоручика переведений до навчального кавалерійського ескадрону. З 1874 до 1876 року навчався у Миколаївській академії Генерального штабу, яку закінчив за першим розрядом з малою срібною медаллю. Достроково підвищено в капітани. Брав участь у російсько-турецькій війні 1877-1878 років, служив ад'ютантом для особливих доручень при своєму батькові — головнокомандувачі російськими військами. Брав участь у штурмі Шипкінського перевалу. За відвагу 10 липня 1877 року був нагороджений золотою зброєю з написом «За хоробрість».
Після цього 12 років прослужив у Лейбгвардії Гусарському його величності полку, пройшовши посади від командира ескадрону до командира полку. З 6 травня 1884 року — командир полку. З 11 грудня 1890 р. — командир 2-ї Гвардійської кавалерійської дивізії. З 6 травня 1895 р. — генерал-інспектор кавалерії (до 8 червня 1905 р.).
З 8 червня 1905 року до 26 липня 1908 року — голова Ради державної оборони. У червні 1905 року добився виокремлення Головного штабу зі складу Військового міністерства. За його рекомендацією начальником Генерального штабу було призначено генерала Ф. Ф. Паліцина. Очолюючи Раду державної оборони (у липні 1908 року Раду державної оборони указом Миколи II було скасовано), часто перевищував свої повноваження: постійно втручався у роботу військового та морського міністрів, що створювало рейвах в управлінні військами.
З 26 жовтня 1905 року і до початку Першої світової війни, генерал від кавалерії, одночасно з головуванням в Раді державної оборони, командувач військами Гвардії і Санкт-Петербурзького військового округу.

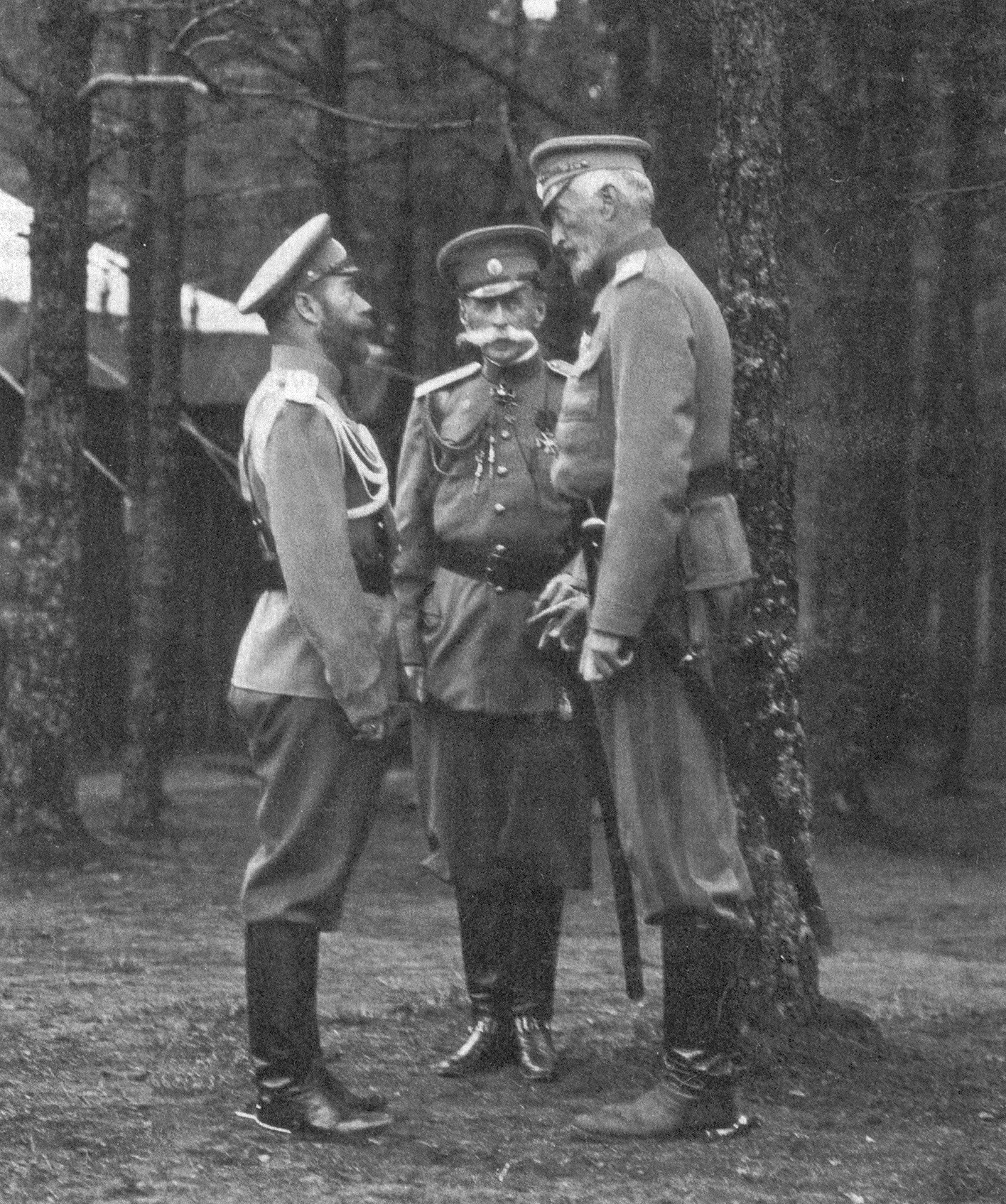
Великий князь Микола Миколайович (праворуч), імператор Микола II (ліворуч), міністр імператорського двору граф В. Б. Фредерікс (у центрі) у Ставці. Вересень 1914 року

### Перша світова війна
17 (30) липня 1914 року Російська імперія оголосила загальну мобілізацію. 19 липня (1 серпня) 1914 року Німеччина, союзник Австро-Угорщини, оголосила війну Російської імперії. Але, на третій день загальної мобілізації російська імператорська армія не мала головнокомандувача. Згідно з планом війни з оголошенням мобілізації цар мав взяти на себе командування усіма збройними силами імперії. Однак Микола II вагався, розуміючи тяжкість відповідальності й 2 серпня при вступі Росії у війну оголосив своїм указом великого князя Миколу Миколайовича Верховним головнокомандувачем.
Ставка Верховного головнокомандувача розгорнулася у Барановичах. При Верховному головнокомандувачі перебував штаб, який включав ряд управлінь, що влітку 1914 року налічували 9 генералів, 36 офіцерів, 12 чиновників, близько 150 солдатів. У наступні роки штат Ставки збільшився до 2 тисяч осіб.
16 серпня 1914 року Микола Миколайович прийняв першу радикальну зміну — скасував наступ на Познань і «направив усі вільні сили для переможного завершення Галицької битви». Перемога у битві підняла бойовий дух російських армій. Але, на початку вересня у Східній Пруссії кайзерівські війська вщент розгромили армію генерала Самсонова у Східнопрусській операції, яка призвела до катастрофи весь Північно-Західний фронт. Російські війська зазнали величезних втрат — убито і взято в полон було до 250 тисяч осіб. Східно-Прусська операція яскраво виявила непідготовленість Верховного головнокомандувача та його штабу до управління військами та вирішення стратегічних завдань. Після поразки Микола Миколайович надіслав імператору наступну телеграму: «Я цілком усвідомлюю, що не зумів наполягти на виконанні моїх вимог, тому складаю перед Вашою Величністю мою винну голову». Втім, Імператор не став притягати до відповіді винуватців загибелі та полону чверті мільйона російських солдатів у Східній Пруссії.
Наступ російської армії на Сілезію був застопорений битвами на річці Вісла та під Лодзем. Великий князь випрошував у царя артилерію та боєприпаси, яких відчайдушно бракувало. Але Миколі Миколайовичу також не вистачало широкого стратегічного чуття і безжалісного бажання командувати всіма російськими арміями. У його штабі, попри численні поразки та мільйони жертв, панувала на диво спокійна атмосфера. Йому не вдалося розробити стратегію і тактику, а також організувати належним чином логістику, підбір генералів, підтримання морального духу та отримання підтримки від уряду.
Навесні 1915 року німецькому командуванню вдалося перекинути із Західного фронту на всіх значні сили, щоб спробувати вивести Росію з війни. На той час російські армії дедалі більше відчували гостру потребу у боєприпасах, відчувалася нестача гвинтівок, снарядів, кулеметів тощо.
Після Великого відступу російської армії начальник Головного управління Генерального штабу Російської імперії Микола Янушкевич за повної підтримки Великого князя Миколи наказав армії спустошити прикордонні території та вигнати «ворожі» народи, що мешкали на цих землях. Російська влада розпочала погроми проти німецького населення в російських містах, винищила євреїв у їхніх містах і селах і депортувала 500 000 євреїв і 250 000 німців углиб Росії. 11 червня 1915 року в Петрограді почався погром проти німців, у якому було пограбовано понад 500 фабрик, крамниць і офісів, а проти німців розв'язано масове насильство. Російське військове керівництво вважало мусульман, німців і поляків зрадниками та шпигунами, а євреїв — політично неблагонадійними.
21 серпня 1915 року через колосальні втрати та відступ цар усунув великого князя з посади командувача російськими збройними силами та особисто прийняв командування над ними.
У вересні 1915 року Микола Миколайович виїхав до Тифлісу, де вступив у командування Кавказьким фронтом. Залишався на Кавказі до 1917 року. У 1915-1916 роках Кавказька армія під його командуванням провела ряд успішних операцій проти османської армії.
2 березня 1917 року, одночасно з підписанням акта про зречення, Микола II призначив Миколу Миколайовича Верховним головнокомандувачем. 11 березня 1917 року великий князь Микола Миколайович так і не приступивши до виконання обов'язків, пішов у відставку.
Великий князь залишив військову діяльність і поїхав до кримського маєтку Дюльбер, де жив і під час подій Жовтневого перевороту та під час німецької окупації Криму у 1918 році, ні з ким не спілкуючись та нікого не приймаючи. 
Наприкінці березня 1919 року через загрозу прориву до Криму червоних військ Микола Миколайович Молодший залишив Крим на англійському дредноуті «Мальборо», разом з імператрицею Марією Федорівною та іншими членами Російського імператорського дому.

### Еміграція і смерть
В еміграції з квітня 1919 року жив в Італії в Генуї як гість короля Віктора Еммануїла III, свого свояка. З 1922 року жив у Франції.
Помер 5 січня 1929 року. Похований в Каннах.